# Stadion Miejski im. Braci Gadajów w Tomaszowie Mazowieckim
Stadion Miejski im. Braci Gadajów – wielofunkcyjny stadion w Tomaszowie Mazowieckim, w Polsce. Został otwarty w 1959 roku. Może pomieścić 8000 widzów. Swoje spotkania rozgrywają na nim piłkarze klubu Lechia Tomaszów Mazowiecki oraz piłkarki zespołu MUKS Tomaszów Mazowiecki.
Stadion wybudowano na nieużytkach i otwarto w 1959 roku. Przed otwarciem Lechia Tomaszów Mazowiecki grała i trenowała na boisku powstałym po II wojnie światowej w tzw. „hrabskim ogrodzie” (obecny Park im. Solidarności). Na początku XXI wieku stadionowi nadano imię Braci Gadajów. W sezonie 2011/2012 grające na tym obiekcie piłkarki klubu MUKS Tomaszów Mazowiecki występowały w Ekstralidze. W 2016 roku oddano do użytku nowe trybuny po stronie wschodniej. W 2019 roku po kilku miesiącach prac, zmodernizowano trybunę zachodnią. Nad jej częścią (ok. 300 miejsc siedzących) powstało zadaszenie.